# أركاهاي
أركاهاي هي مدينة من مدن هايتي. يبلغ عدد سكانها 118,501 نسمة وذلك حسب إحصائيات سنة 2009. يبلغ ارتفاع المدينة عن سطح البحر قرابة 0 متر. تبلغ مساحتها 408.73 كم².

## أعلام
- أندريه بيير